# Samuel von Brukenthal

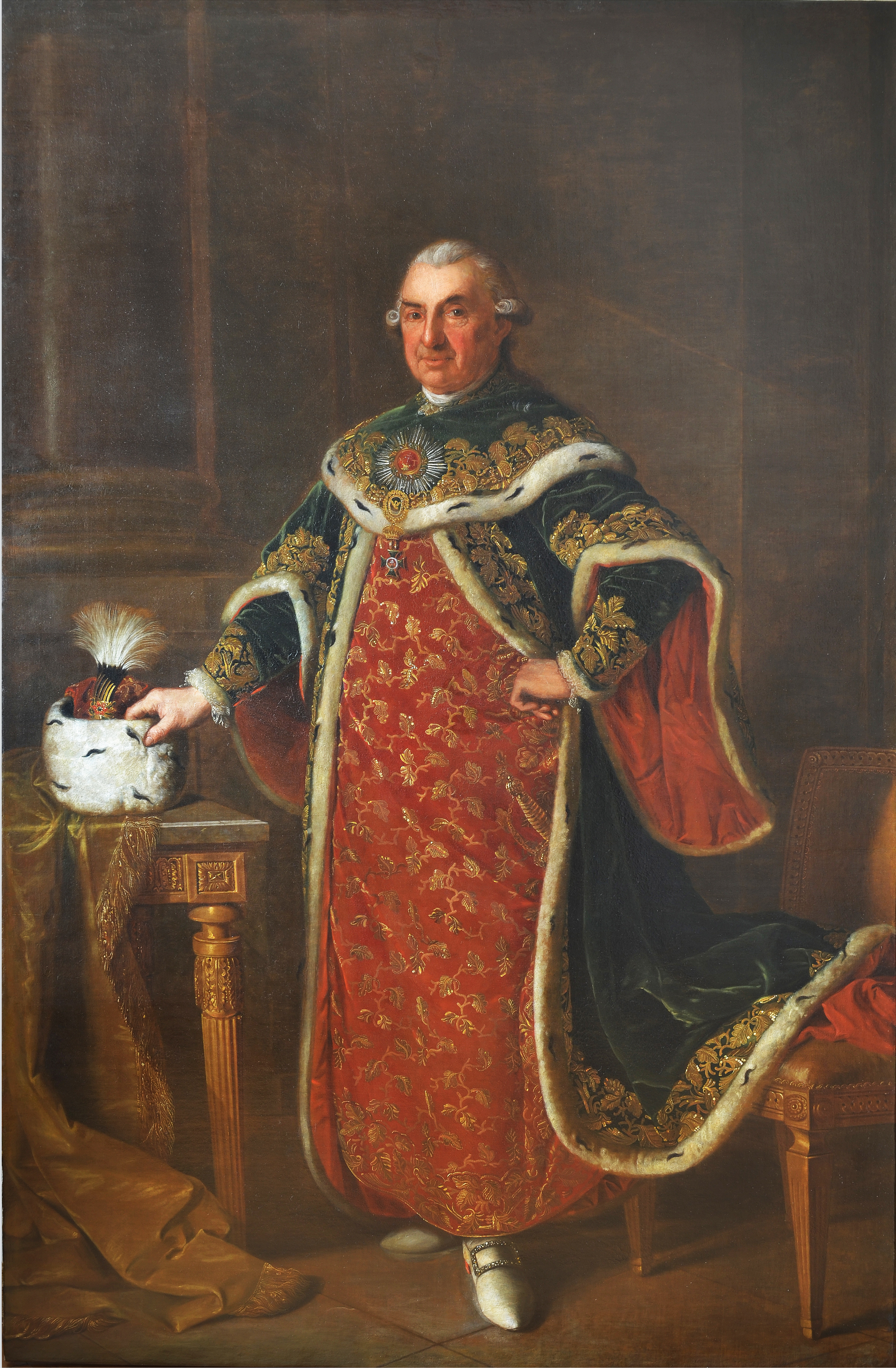
Samuel von Brukenthal

Samuel von Brukenthal (ook wel Bruckenthal; Újegyház, 26 juli 1721 - Nagyszeben, 9 april 1803), ook bekend onder de naam Samuel Thelaus, was de Habsburgse gouverneur van Zevenburgen van 6 juli 1777 tot 9 januari 1787. Tevens was hij een persoonlijk adviseur van keizerin Maria Theresia.
In zijn woonst paleis Brukenthal, een groots paleis in Nagyszeben (het huidige Sibiu in Roemenië), is momenteel het Brukenthalmuseum gevestigd. Dit museum is opgebouwd uit zijn persoonlijke kunstverzameling en opende de deuren in 1817.

## Biografie
Samuel von Brukenthal werd op 26 juli 1721 geboren in Újegyház, het huidige Nocrich, in een burgerlijke ambtenarenfamilie. Zowel zijn grootvader als zijn vader waren koninklijke rechters. Hij studeerde onder andere rechtswetenschappen, politieke wetenschappen en filosofie aan de universiteiten van Halle en Leipzig, en werd door zijn studies een voorvechter van de Verlichting.

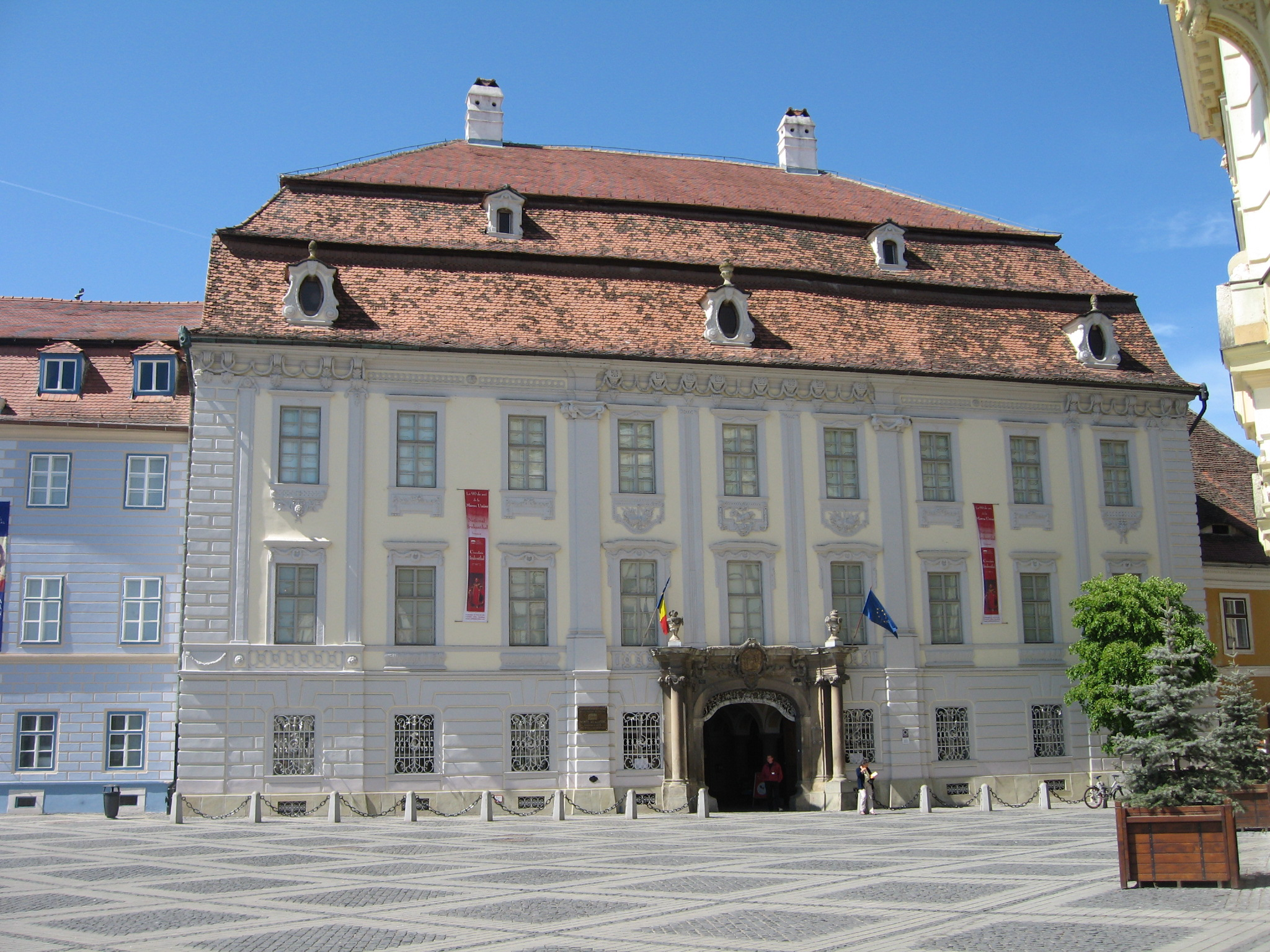
Paleis Brukenthal op de Grote Markt van Sibiu, het voormalige Nagyszeben

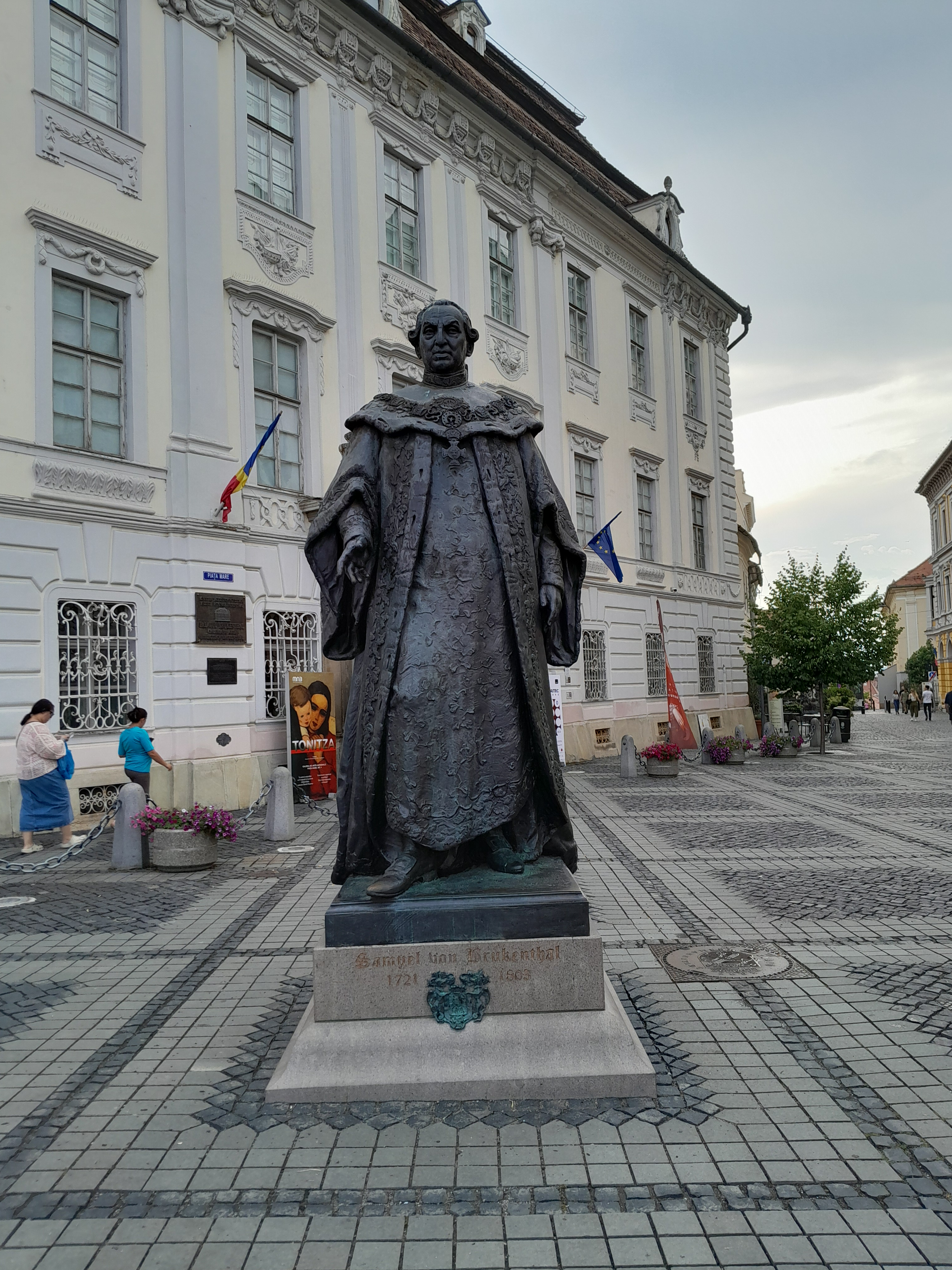
Monument in Sibiu

Aanvankelijk bekleedde hij relatief bescheiden ambten, maar aan het begin van de jaren 1750 werd hij als gezant van de Saksische Natie-universiteit in Zevenburgen, het politieke bestuursorgaan van de Zevenburger Saksen, naar het hof in Wenen gestuurd, waar hij op audiëntie in de smaak viel bij Maria Theresia en waarna een jarenlange en hechte vertrouwensrelatie met de keizerin ontstond. Vervolgens trad Brukenthal in Oostenrijkse staatsdienst en werd in 1762 aangesteld tot provinciekanselier van Zevenburgen en door haar man, keizer Frans Stefan, tot rijksbaron benoemd. In 1765 werd hij voorzitter van de Zevenburgse hofkanselarij in Wenen. Vanaf 1774 was hij weliswaar al "gevolmachtigd commissaris en preses van de provincie Zevenburgen", pas in 1777 werd hij officieel tot gouverneur van Zevenburgen benoemd. In dat jaar haalde hij overigens Samuel Hahnemann, de grondlegger van de homeopathie, als zijn bibliothecaris en lijfarts uit Wenen naar Nagyszeben.
Een jaar na zijn benoeming tot gouverneur vatte hij de bouw van zijn imposante paleis aan, waarin heden het Brukenthalmuseum is gevestigd. Omwille van zijn bezwaren tegen de hervormingen van Maria Theresia's zoon keizer Jozef II, werd hij door deze op pensioen gestuurd. Brukenthal werd als gouverneur van Zevenburgen opgevolgd door graaf György Bánffy. Jozefs broer en opvolger keizer Leopold II had echter meer waardering voor Brukenthal, en verleende in 1790 ook diens nakomelingen de erfelijke titel van baron.